# Europium(III)-fluorid
Europium(III)-fluorid (EuF3) ist ein Salz des Seltenerd-Metalls Europium.

## Gewinnung und Darstellung
Europium(III)-fluorid kann durch Reaktion von Europium(III)-oxid mit Fluorwasserstoff gewonnen werden.
{\displaystyle \mathrm {Eu_{2}O_{3}+6\ HF\longrightarrow 2\ EuF_{3}+3\ H_{2}O} }

## Eigenschaften
Europium(III)-fluorid ist ein weißer Feststoff, der unlöslich in Wasser ist. Er besitzt eine orthorhombische Kristallstruktur mit der Raumgruppe Pnma (Raumgruppen-Nr. 62). Oberhalb von 647 °C nimmt Europium(III)-fluorid die trigonale LaF3-Struktur mit der Raumgruppe P3c1 (Nr. 165) und den Gitterkonstanten a = 692 pm und c = 709 pm ein.

## Verwendung
Europium(III)-fluorid wird zur Herstellung von Mischmetallfluoriden und Fluoridgläsern eingesetzt. Durch Reaktion mit Europium oder Wasserstoff kann Europium(II)-fluorid gewonnen werden.
{\displaystyle \mathrm {2\ EuF_{3}+Eu\longrightarrow 3\ EuF_{2}} }
{\displaystyle \mathrm {2\ EuF_{3}+H_{2}\longrightarrow 2\ EuF_{2}+2\ HF} }